# 1966 na literatura

## Nascimentos
| Data           | Nome                  | Profissão                     | Nacionalidade  | Observações | Ref |
| -------------- | --------------------- | ----------------------------- | -------------- | ----------- | --- |
| 2 de março     | Ann Leckie            | escritora e editora           | Estados Unidos |             |     |
| 9 de maio      | Marcelo Mirisola      | escritor                      | Brasil         |             |     |
| 27 de setembro | Jovanotti             | cantor, compositor e escritor | Itália         |             |     |
| 9 de outubro   | Armindo Magalhães     | escritor                      | Portugal       |             |     |
| 30 de novembro | David Nicholls        | escritor                      | Reino Unido    |             |     |
|                | Dimitris P. Kraniotis | poeta e médico                | Grécia         |             |     |
|                | Alberto Pucheu        | poeta                         | Brasil         |             |     |

## Mortes
| Data          | Nome                  | Profissão                           | Nacionalidade  | Observações | Ref |
| ------------- | --------------------- | ----------------------------------- | -------------- | ----------- | --- |
| 2 de Abril    | Cecil Scott Forester  | escritor                            | Inglaterra     | n. 1899     |     |
| 6 de Agosto   | Cordwainer Smith      | escritor de ficção científica       | Estados Unidos | n. 1913     |     |
| 31 de outubro | Antônio Carneiro Leão | educador e escritor, Imortal da ABL | Brasil         | n. 1887     |     |

## Prémios literários
- Nobel de Literatura - Nelly Sachs, Samuel Agnon
- Prémio Machado de Assis - Lúcio Cardoso
- Prêmio Hans Christian Andersen - Tove Jansson